# Chinese gemeente
Een gemeente (officiële Engelse vert.: township) is een van de lagere bestuurlijke vormen in beide China's.

## Volksrepubliek China
In de Volksrepubliek China is het bestuur van de gemeente verdeeld tussen de gemeentesecretaris van de Chinese communistische partij en de burgemeester (乡长).
Een gemeentebeambte in de Volksrepubliek China is officieel de laagste beambte in de partijhiërarchie. De gemeenten hebben niet veel officieel omschreven overheidstaken, met uitzondering van familieplanning (计划生育委员会).
Een grote gemeente (镇; pinyin: zhèn) is groter, heeft meer inwoners en heeft minder een plattelandskarakter dan een gemeente.
Er zijn 14.119 gemeenten in China.

## Republiek China
In de Republiek China worden zowel xiāng (鄉) en zhèn (鎮) officieel in het Engels vertaald als "township", waarbij met xiāng de plattelandsgemeenten (Engels: rural townships) en met zhèn de stedelijke gemeenten (Engels: urban townships) aangeduid worden.
In 2004 waren er in de Republiek China 61 stedelijke en 226 plattelandsgemeenten.